# P2RX1
P2RX1 (англ. Purinergic receptor P2X 1) – білок, який кодується однойменним геном, розташованим у людей на короткому плечі 17-ї хромосоми. Довжина поліпептидного ланцюга білка становить 399 амінокислот, а молекулярна маса — 44 980.
| 10         |  | 20         |  | 30         |  | 40         |  | 50         |
| ---------- |  | ---------- |  | ---------- |  | ---------- |  | ---------- |
| MARRFQEELA |  | AFLFEYDTPR |  | MVLVRNKKVG |  | VIFRLIQLVV |  | LVYVIGWVFL |
| YEKGYQTSSG |  | LISSVSVKLK |  | GLAVTQLPGL |  | GPQVWDVADY |  | VFPAQGDNSF |
| VVMTNFIVTP |  | KQTQGYCAEH |  | PEGGICKEDS |  | GCTPGKAKRK |  | AQGIRTGKCV |
| AFNDTVKTCE |  | IFGWCPVEVD |  | DDIPRPALLR |  | EAENFTLFIK |  | NSISFPRFKV |
| NRRNLVEEVN |  | AAHMKTCLFH |  | KTLHPLCPVF |  | QLGYVVQESG |  | QNFSTLAEKG |
| GVVGITIDWH |  | CDLDWHVRHC |  | RPIYEFHGLY |  | EEKNLSPGFN |  | FRFARHFVEN |
| GTNYRHLFKV |  | FGIRFDILVD |  | GKAGKFDIIP |  | TMTTIGSGIG |  | IFGVATVLCD |
| LLLLHILPKR |  | HYYKQKKFKY |  | AEDMGPGAAE |  | RDLAATSSTL |  | GLQENMRTS  |

A: Аланін

C: Цистеїн

D: Аспарагінова кислота

E: Глутамінова кислота

F: Фенілаланін

G: Гліцин

H: Гістидин

I: Ізолейцин

K: Лізин

L: Лейцин

M: Метіонін

N: Аспарагін

P: Пролін

Q: Глутамін

R: Аргінін

S: Серин

T: Треонін

V: Валін

W: Триптофан

Кодований геном білок за функціями належить до рецепторів, іонних каналів, фосфопротеїнів. 
Задіяний у таких біологічних процесах, як апоптоз, транспорт іонів, транспорт. 
Локалізований у мембрані.